# Didelphis pernigra
Didelphis pernigra — млекопитающее из инфракласса сумчатых семейства опоссумовые.

## Внешний вид и строение
Крупный вид. Волосяной покров на спинной части тела кроме головы от черного до насыщенно-серого с двумя слоями: нижний слой — мягкие бледные желто-белые волосы с черными кончиками, верхний слой — черные волосы с белыми кончиками. Голова белая с черной маской, которая начинается у носа и идет за глазами и слегка распространяется к основанию ушей, где смешивается с белым мехом; в центре лба есть треугольная полоса, которая сужается и заканчивается между глазами; горло немного темнее. Хвост длиной с остальное тело хотя может быть и меньше, у основания оволосенный, черный до 3/5 длины, остальная часть белая. Уши розовые или черные, но имеют белые кончики. Ноги черные с темно-коричневыми почти голыми пальцами. Набор хромосом 2n = 22.

## Образ жизни
Ведет ночной образ жизни, одиночный и преимущественно наземный, но хороший древолаз. В целом же эти опоссумы всеядны, питаются насекомыми, другими беспозвоночными, плодами и, наконец, мелкими позвоночными, в зависимости от наличия этих ресурсов. Днем они прячутся в дуплах деревьев, углублениях в земле или между скалами. В Колумбии для этого вида измеренный период беременности составляет 12 дней и средний размер выводка 4,2 с диапазоном от двух до семи детенышей.

## Распространение
Обитает в Андах Боливии, Перу, Эквадора, Колумбии и северо-западной Венесуэлы.
Населяет болотистые и лесные местности, затронутые территории, включая вторичные леса, открытые земли, сельскохозяйственные территории и пригородные территории на высоте от 1500 до 3700 метров над уровнем моря.

## Угрозы
Серьезных угроз нет. Встречается во многих заповедных территориях.

## Этимология
Эпитет pernigra происходит от латинского per- , что означает насквозь, и niger, negro, черный, «совершенно черный», намекающий на цвет их меха, особенно на теле и конечностях.